# 犯罪预备
犯罪预备，是指为了犯罪，准备工具、制造条件的一种犯罪状态。是指行为人已经实施犯罪的预备行为，由于行为人意志以外的原因而未能着手实施犯罪的犯罪停止形态。
犯罪预备行为不同于犯意表示。通常对于预备犯追究责任时，应当根据其所预备施行的犯罪性质，其次根据刑罚规定的量刑，可以比照犯罪既遂而从轻、减轻或者免除处罚。
特征包括有：
- 已经实施了预备行为，即包括准备工具、制造条件的行为。
- 未能着手实行犯罪（区分犯罪预备与犯罪未遂为通说[3]）
- 未能着手实施犯罪的原因是由于犯罪分子意志以外的原因（区分犯罪预备阶段的犯罪中止[4]）